# Antonio Pérez (giocatore di calcio a 5)
Antonio Pérez Ortega, noto semplicemente come Antonio Pérez (Jaén, 19 ottobre 2000), è un giocatore di calcio a 5 spagnolo.

## Carriera
Già campione europeo con la Spagna under 19, Pérez debutta nella Nazionale maggiore nel corso dell'amichevole del 15 novembre 2021 vinta dalle furie rosse per 3-0 contro l'Ucraina. Nel settembre del 2024 viene incluso nella lista dei convocati della Spagna alla Coppa del Mondo.

## Palmarès

### Club
- Supercoppa di Spagna: 1
Barcellona: 2022
- Coppa del Re: 1
Barcellona: 2022-23
- Campionato spagnolo: 1
Barcellona: 2022-23
- Coppa di Spagna: 1
Barcellona: 2023-24

### Nazionale
- Campionato europeo under-19
Lettonia 2019